# Imlitex Holdings
Imlitex Holdings ist eine litauische Unternehmensgruppe und Holding. Zu ihr gehören 19 Unternehmen. Sie liefert industrielle Rohstoffe, Spezialbehälter und Verpackungen für Lebensmittel-, Futtermittel-, Textil- und Landwirtschaftsunternehmen. 2012 erzielte Imlitex Holdings einen Umsatz von 666,842 Mio. Litas.
Im Vorstand sitzen Vygandas Blandis (Vorsitz), Renatas Augustinas, Audrius Grigaitis, Audrius Nekrošius, Arūnas Jonas Plančiūnas, Robertas Gumbys und Raimondas Augustinas.